# 丹佛微风号列车
丹佛微风号列车（英語：Denver Zephyr）是一列由芝加哥、伯靈頓和昆西鐵路（CB&Q）营运、运行于伊利诺伊州芝加哥和科罗拉多州丹佛之间的流线型旅客列车。它不仅是继先锋者微风号列车、双子城微风号列车、马克·吐温微风号列车之后伯灵顿铁路推出的第四列微风号系列列车，也是第一列编组设有卧铺客车的微风号列车。
丹佛微风号列车于1936年5月31日正式投入运营，主要竞争对手是联合太平洋铁路的丹佛城号列车（City of Denver），芝加哥至丹佛之间的单程运行距离为1,034英里（1,664公里），全程运行时间约为16小时。1956年至1966年，丹佛微风号列车的部分客车车辆在抵达丹佛之后，加挂于丹佛和格兰德河西部铁路的皇家峡谷号列车（Royal Gorge），运行区段延长至科罗拉多州的科罗拉多斯普林斯。1971年5月1日，为了挽救美国铁路客运的美国国家铁路客运公司正式开始营运，接管了当时全美20家大型铁路公司的客运业务，丹佛微风号列车亦成为美铁旗下的长途旅客列车路线之一，勉强维持营运一段时间后至1973年10月26日停运。